# Invincible (serie animata)
Invincible è una serie animata statunitense, basata sull'omonimo fumetto di Robert Kirkman e distribuita sulla piattaforma streaming Prime Video.

## Trama
Mark Grayson è un adolescente di origini metà umano metà viltrumita che ha come padre il supereroe più potente del pianeta, Nolan Grayson, detto Omni-Man. Poco dopo il suo diciassettesimo compleanno, Mark inizia a sviluppare dei poteri propri.

## Episodi
| Stagione         | Episodi | Pubblicazione  |
| ---------------- | ------- | -------------- |
| Prima stagione   | 8       | 2021           |
| Speciale         | 1       | 21 luglio 2023 |
| Seconda stagione | 8       | 2023-2024      |
| Terza stagione   | 8       | 2025           |

## Personaggi e interpreti

### Famiglia Grayson
- Mark Grayson / Invincible, voce originale di Steven Yeun,[3] italiana di Andrea Mete.
È un giovane diciassettenne per metà viltrumita che acquisisce i poteri da supereroe. Sacrifica la sua relazione con Amber per salvare William dai cyborg di Sinclair, per poi lasciarsi definitivamente dopo lo scontro con Anissa. Inizia in seguito una relazione con Atom Eve.
- Debbie Grayson, voce originale di Sandra Oh,[4] italiana di Sabrina Duranti.
È la madre di Mark e la moglie di Omni-Man, e lavora come agente immobiliare. Entra in depressione quando scopre che suo marito ha ucciso i Guardiani.
- Nolan Grayson / Omni-Man, voce originale di J. K. Simmons,[4] italiana di Ambrogio Colombo.
È il padre di Mark, il marito di Debbie che nella sua vita da civile è un famoso scrittore ma anche il supereroe più forte sulla Terra. Nato sul pianeta Viltrum e appartenente a una razza di alieni dotati di superpoteri, Nolan è giunto sulla Terra oltre 20 anni prima degli avvenimenti della serie per conquistarla.
- Oliver Grayson / Kid Omni-man, voce originale di Lincoln Bodin nella seconda stagione e di Christian Convery dalla terza, italiana di Ciro Clarizio.
 È il figlio ibrido Viltrumita-Thraxano di Omni-Man e della defunta Andressa, e fratellastro minore di Mark da parte del padre. Grazie al DNA della madre, è uno studente molto dotato e ha la pelle viola pallido, mentre la fisiologia Viltrumita del padre ha rallentato drasticamente il suo invecchiamento Thraxano e gli ha conferito forza e resistenza sovrumane.

### Guardiani del Globo

#### Originari
- War Woman, voce originale di Lauren Cohan,[5] italiana di Chiara Gioncardi
È una guerriera proveniente da un'altra epoca.
- Green Ghost, voce originale di Sonequa Martin-Green,[5] italiana di Gemma Donati.
È una supereroina vestita con una tuta interamente verde che possiede poteri simili a quelli di un fantasma. I suoi poteri vengono attivati quando si mette una gemma verde in bocca. È la figlia del Green Ghost del fumetto.
- Martian Man, voce originale di Chad L. Coleman,[5] italiana di Stefano Alessandroni.
È un supereroe marziano mutaforma.
- Saetta Rossa (Red Rush), voce originale di Michael Cudlitz,[5] italiana di Franco Mannella.
È un supereroe velocissimo e il primo soccorritore della squadra. È di origini russe.
- Darkwing, voce originale di Lennie James,[5] italiana di Stefano Mondini.
È un supereroe e benefattore mascherato.
- Aquarus, voce originale di Ross Marquand,[5] italiana di Alessandro Ballico.
È un uomo-pesce idrocinetico dello Stato sottomarino di Atlantide.
- Immortal, voce originale di Ross Marquand,[5] italiana di Dodo Versino.
È il leader dei Guardiani da decenni. Dopo la sua morte viene rianimato dai Mauler, che vogliono usarlo come assicurazione contro Robot e i Nuovi Guardiani, ma subito dopo viene ucciso nuovamente da Omni-Man.

#### Nuovi
- Rudolph "Rudy" Conners / Rex Connors / Robot, voce originale di Zachary Quinto,[6][7][8][9][10][11] (come drone e corpo originale), Ross Marquand (come clone da giovane), Jason Mantzoukas (da adulto), italiana di Emiliano Coltorti.
È una macchina autocosciente nonché il nuovo leader dei Guardiani e, precedentemente quello del Teen Team. Possiede alcuni suoi cloni che utilizza per svolgere missioni complicate. Più avanti si scoprirà che il robot è solo un automa comandato a distanza e che il vero Rudolph è un uomo totalmente deforme, racchiuso in una capsula piena di fluido per farlo vivere, poiché morirebbe, se respirasse l'aria esterna. Disilluso della sua condizione, ha un cambiamento radicale quando conosce Monster Girl di cui s’innamora. Conoscendo i criminali Mauler e delle loro conoscenze di clonazione, decide di farli evadere. Trovando il loro rifugio, incarica i gemelli Mauler di clonare Rex Splode. In cambio li avrebbe ricompensati adeguatamente. Completato il clone di età più giovane del vero Rex, si scopre che Rudolph intende duplicare la sua mente in esso, per dare a un se stesso una possibilità di vivere davvero. La procedura riesce, ma riduce in fin di vita Rudolph. Prossimo a morire, augura al suo alterego di vivere felice e sperimentare tutto della vita, chiedendo di togliergli la maschera per poter finalmente spirare. Il clone di Rudolph, rattristato fa quanto richiesto dando pace al suo originale.
- Samantha Eve Wilkins / Atom Eve, voce originale di Gillian Jacobs, italiana di Alessia Amendola.
È una supereroina che riesce a manipolare l'energia, precedentemente membro del Teen Team, viene selezionata per unirsi ai nuovi Guardiani. Lascia il gruppo dopo che scopre che il fidanzato Rex l'ha tradita con Kate. È l'istruttrice di Invincible, di cui si innamora. Fugge di casa e sceglie di non andare al college per aiutare le persone con i propri poteri.
- Rex Sloan / Rex Splode, voce originale di Jason Mantzoukas, italiana di Giorgio Borghetti.
È un supereroe in grado di trasformare qualsiasi cosa tocchi in delle bombe, già membro del Teen Team, viene anche lui selezionato per unirsi ai nuovi Guardiani anche se è inizialmente ostile nei confronti di Invincible.
- Kate Cha / Dupli-Kate, voce originale di Malese Jow, italiana di Valentina Favazza.
È una supereroina che possiede il potere di dividersi in più corpi, precedentemente membro del Teen Team, viene anche lei selezionata per unirsi ai nuovi Guardiani e rovina l'amicizia con Eve dopo il tradimento con Rex. In seguito inizia una relazione con Immortal.
- Shrinking Rae, voce originale di Grey Griffin.
È una supereroina che può rimpicciolirsi, viene selezionata nel nuovo team dei Guardiani. Nei fumetti, il suo personaggio è di sesso maschile.
- Amanda / Monster Girl, voce originale di Grey Griffin (da bambina) e di Kevin Michael Richardson (quando diventa un mostro), italiana di Lucrezia Roma e Massimo Corvo (quando diventa un mostro).
È una supereroina 24enne, che ringiovanisce ogni volta che usa i suoi poteri per trasformarsi in un troll verde. Il giorno che viene selezionata nel team dei Guardiani dimostra 12 anni.
- Black Samson, voce originale di Khary Payton ,[6][7][8][9][10][11] italiana di Massimo Bitossi.
È un supereroe che ha perso i superpoteri e che per questo porta una speciale armatura da combattimento. Ottiene nuovamente i superpoteri dopo essersi ripreso dallo scontro con Battle Beast.
- Bulletproof / Zendale Randolph, voce originale di Jay Pharoah, italiana di Renato Novara.
È un artista carismatico trasformato in supereroe con poteri simili a Invincible, più la capacità di assorbire energia cinetica. Si unisce ai Guardiani nella seconda stagione.
- Shapesmith, voce originale di Ben Schwartz.
 Un marziano maldestro che si intrufola sulla Terra impersonando l'astronauta Rus Livingston usando le sue capacità di mutaforma e in seguito diventa un supereroe, unendosi ai Guardiani.
- Darkwing II / Night Boy, voce originale di Cleveland Berto, Italiana di Flavio Aquilone. 
 Ex spalla del Darkwing originale, possiede il potere di teletrasportarsi attraverso le ombre e assume il ruolo del mentore dopo la sua morte, ma finisce per impazzire e iniziare ad uccidere i criminali fino a quando Invincible non lo ha catturato. Una volta riformato si è unito ai Guardiani del Globo.

### Agenzia per la Difesa Globale
La GDA è l'agenzia che coordina le risposte dei supereroi a livello globale e che utilizza una tecnologia avanzata per accelerare il recupero o la rianimazione in caso di morte dei proprio supereroi.
- Cecil Stedman, voce originale di Walton Goggins, italiana di Riccardo Scarafoni.
È il direttore dell'Agenzia per la Difesa Globale, sovrintende tutte le operazioni dei supereroi aiutato dalla sua capacità di teletrasportarsi grazie ad una speciale tecnologia della GDA. In seguito alla morte dei Guardiani del Globo, a malincuore lascia che Damien Darkblood indaghi per lui sul massacro.
- Donald Ferguson, voce originale di Chris Diamantopoulos, italiana di Alessandro Budroni.
È un agente di alto rango della GDA che lavora per Cecil. Viene ucciso da Omni-Man, ma non prima di farsi saltare in aria nel tentativo di fermarlo. Ricompare nella seconda stagione, in cui viene rivelato che si tratta di un sofisticato androide nel quale è stato impiantato il cervello del vero Donald, morto molti anni prima.

### Coalizione dei pianeti
- Allen l'Alieno, voce originale di Seth Rogen, italiana di Edoardo Stoppacciaro.
È un valutatore dei membri della Coalizione. Dopo aver subito un rimprovero, per aver scambiato per 15 anni la Terra con un altro pianeta, torna ad avvertire Invincible dei piani di Viltrum per conquistare la Terra, rivelando inoltre di vedere l'abbandono di Nolan come un segno positivo per la resistenza della Coalizione. Il suo pianeta è stato distrutto dall'Impero Viltrumita. Egli è stato creato tramite un esperimento genetico, in un tentativo disperato di creare un guerriero che potesse tenere testa ai Viltrumiti. Allen, sopravvissuto a un attacco Viltrumita che lo ridurrà in fin di vita, si riprenderà in fretta, scoprendo di avere la capacità di diventare sempre più forte sopravvivendo alle battaglie mortali.
- Thaedus, voce originale di Peter Cullen.
 È il saggio e nobile leader della Coalizione dei Pianeti. Dopo che Allen si è completamente ripreso dalle ferite, Thaedus si rivela non solo un Viltrumita, ma anche il primo e unico della sua specie ad essersi apertamente ribellato all'impero fino a Nolan e Mark.
- Telia, voce originale di Tatiana Maslany.
 La fidanzata di Allen e un membro di alto rango della Coalizione.

### Altri personaggi
- William Clockwell, voce originale di Andrew Rannells, italiana di Francesco Venditti.
È il migliore amico di Mark, aiuta quest'ultimo ad avere un appuntamento con Amber. Scopre l'identità segreta dell'amico durante lo scontro all'università.
- Amber Bennett, voce originale di Zazie Beetz, italiana di Benedetta Degli Innocenti.
È una compagna di classe di Mark. Inizia a frequentare quest'ultimo dopo che si è battuto contro un bullo in sua difesa, ma rompe con lui dopo lo scontro all'università, inconsapevole della sua identità segreta.
- Damien Darkblood, voce originale di Clancy Brown, italiana di Alessandro Rossi.
È un detective demone fuggito dall'inferno che per prolungare la sua permanenza sulla Terra lavora come investigatore. Viene rimandato nel suo paese di origine da Cecil una volta che scopre la verità sul massacro dei Guardiani.
- Gemelli Mauler, voce originale di Kevin Michael Richardson, italiana di Massimo Corvo (st. 1) e Stefano Thermes (st. 2).
Sono due gemelli superumani dalla pelle blu e nemici di lunga data dei Guardiani. Sono estremamente forti e intelligenti, in particolare nel campo delle armi e della genetica. Ogni volta che uno di loro perde la vita, l'altro produce un clone di sé stesso, creando una copia della mente dell'originale per il nuovo, per poter continuare a lavorare in coppia. Quest’ultimo procedimento, ideato per evitare che uno dei due scopra di essere artificiale e impazzisca di conseguenza, genera una gag ricorrente nella storia, in cui entrambi affermano di essere l'originale mentre allo stesso tempo affermano che l'altro è un clone. Robot commissiona a loro una clonazione di un corpo. Dimostreranno di non essere totalmente privi di sentimenti. I Muler provano tristezza nello scoprire la vera identità di Robot: un uomo totalmente deforme costretto a vivere in una capsula, scegliendo poi di sacrificarsi per permettere al suo clone con un corpo sano, di vivere una vera vita. Sono molto appassionati di film dell'orrore in quanto uno dei due menziona Frankenstein.
- Titan, voce originale di Mahershala Ali,[5] italiana di Dario Oppido.
È un criminale che può creare a suo comando un'armatura di pietra rigenerativa biologica sulla propria pelle; chiede aiuto a Mark per eliminare il suo capo che lo ricatta affinché svolga dei crimini. Dopo lo scontro prende il posto di Machine Head con l'obiettivo di migliorare la città, in particolare per le persone trascurate dai supereroi.
- Art Rosenbaum, voce originale di Mark Hamill, italiana di Ennio Coltorti.
È un sarto e un amico di lunga data di molti supereroi, incluso Omni-Man. Dopo aver esaminato la tuta di quest'ultimo su richiesta di Debbie giunge alla conclusione che Nolan ha ucciso i Guardiani.
- D.A. Sinclair, voce originale di Ezra Miller (st. 1)[5] e Eric Bauza (st. 2+), italiana di Flavio Aquilone.
È uno studente e scienziato pazzo che rapisce le persone per trasformarle in dei cyborg a causa dell'ossessione di "migliorare" l'umanità. La sua attrezzatura viene confiscata da Cecil, che in un secondo momento lo incarica di potenziare i suoi cyborg per sconfiggere Omni-Man.
- Thokk / Battle Beast, voce originale di Michael Dorn.[12], italiana di Rodolfo Bianchi.
È un guerriero spaziale alla ricerca di un degno nemico da combattere che lavora per Machine Head. Durante uno scontro ferisce gravemente Invincible, oltre a far ricoverare in ospedale Monster Girl e Black Samson.
- Machine Head, voce originale di Jeffrey Donovan, italiana di Stefano Benassi.
È un cyborg criminale che amministra illegalmente un intero quartiere. Viene arrestato dalla GDA dopo lo scontro con i Guardiani, Invincible e Titan, il quale prende il suo posto.
- Imperatore marziano, voce originale di Djimon Hounsou, italiana di Emidio La Vella.
È il sovrano del popolo marziano. Fa rapire gli astronauti appena sbarcati sul suo pianeta.
- Olga, voce originale di Grey Griffin, italiana di Emanuela Ionica.
È la vedova di Red Rush. Dopo la morte di suo marito decide di tornare a Mosca perché delusa e arrabbiata dal comportamento della GDA.
- Doc Seismic, voce originale di Stedman Diamantopoulos, italiana di Andrea Lavagnino.
È un supercriminale e scienziato pazzo che un giorno genera un terremoto sul monte Rushmore. Può farlo grazie a speciali bracciali di sua creazione che indossa, che generano onde d'urto estremamente pericolose che gli permettono anche di levitare. Ha una linea di pensiero molto rinascimentale, in quanto voleva distruggere il Rushmore perché simbolo dell'ipocrisia dei presidenti.
- Tether Tyrant, voce originale di Reginald VelJohnson.
È uno dei cattivi assunti da Machine Head.
- Kyle, voce originale di Khary Payton.
È uno studente del college che organizza una festa a cui invita Amber, e quest'ultima sembra mostrare un interesse verso di lui.
- Kill Cannon, voce originale di Fred Tatasciore, italiana di Alessandro Ballico.
È il primo cattivo che Mark combatte nei panni di Invincibile.
- Vanessa, voce originale di Nicole Byer, italiana di Viola Soldini.
È la moglie di Titan e madre di una bimba malata.
- Steve, voce originale di Jon Hamm, italiana di Francesco Prando.
È un agente segreto e guardia del cancello d'ingresso della Casa Bianca. A causa del suo lavoro è a conoscenza del luogo in cui sono sepolti i Guardiani.
- Matt, voce originale di Max Burkholder.
È il figliastro di Steve. Una sera aiuta un suo amico a dissotterrare il cadavere di Immortal dopo aver letto sul web che in questa maniera avrebbero acquisito i suoi poteri.
- Adam Wilkins, voce originale di Fred Tatasciore, italiana di Emidio La Vella (st. 1) e Alberto Angrisano (Atom Eve e st. 2+).
È il padre di Eve. Non approva la scelta della figlia di non andare al college per diventare una supereroina.
- Anissa, voce originale di Shantel VanSanten, italiana di Laura Romano.
 È un'agente di alto rango dell'impero di Viltrum, di bell'aspetto nonché la donna viltrumita più potente. Viene mandata sulla Terra al fine di valutare i progressi di Mark riguardo alla missione di conquista del pianeta. A differenza degli altri viltrumiti si dimostra inizialmente più ragionevole, volendo semplicemente parlare con Mark, tuttavia quando quest'ultimo rifiuta di cambiare idea riguardo l'annessione della Terra all'impero di Viltrum, Anissa lo attacca. Alla fine dello scontro, dal quale esce vittoriosa, informa Invincible che presto sarebbe arrivato un altro a sostituirlo qualora non avesse portato a termine la missione assegnatagli.
- Angstrom Levy. Voce originale di Sterling K. Brown, italiana di Francesco Prando.
 Un uomo con il potere di viaggiare tra realtà parallele. Ha raccolto innumerevoli versioni extra-dimensionali di sé stesso e dei gemelli Mauler per scaricare i loro ricordi dentro di lui, nella speranza di padroneggiare meglio le sue abilità. Invincible irrompe nel suo rifugio per fermarlo, ma Levy, aprendo dei portali, richiama altri Mauler da mondi paralleli per ostacolarlo. Il gruppo di Mauler riesce a prevalere. Angstrom chiede ai Mauler di fermarsi prima di uccidere Invincible, ma questi dissentono. Non volendo che il suo piano si compia con un omicidio, si stacca forzatamente dalla macchina, causando un'esplosione. Angstrom sopravvive, ma il suo aspetto è orribilmente mutato, con un cervello sovrasviluppato. Dopo il fallimento del progetto, incolpa Invincible per il suo nuovo aspetto ed è disposto a fare di tutto per vendicarsi. In realtà, l'assimilazione di tutti i suoi alter ego gli ha causato un sovraccarico mentale, portandolo alla follia. Da quel momento, Angstrom manifesta diverse personalità, tra cui quella di un Angstrom che odia l'Invincible che ha distrutto il suo mondo e un'altra che riconosce l'Invincible buono che difende il pianeta.
- Paul Cha / Multi-Paul, voce originale di Simu Liu.
 Fratello gemello di Dupli-Kate e un membro dell'organizzazione criminale chiamata Ordine. Condivide il potere di auto-duplicazione della sorella.
- Mr. Liu, voce originale di Tzi Ma.
 Anziano cyborg asiatico e membro di alto rango dell'organizzazione criminale chiamata Ordine. Può proiettare la sua anima fuori dal corpo, la quale assume la forma di un gigantesco drago cinese. Ciò lascia il suo corpo privo di sensi e vulnerabile agli attacchi, quindi fa affidamento sulla sua guardia del corpo per proteggerlo mentre il drago si scatena.
- Scott Duvall / Powerplex, voce originale di Aaron Paul, italiana di Stefano Crescentini.
 Scienziato del Pentagono che ha perso sia sorella e sua nipote durante il combattimento fra Invincible e Omni-Man. Giurando vendetta, ha rubato tecnologia sperimentale dal suo lavoro per procurarsi il potere di assorbire l'energia cinetica e rilasciarla sotto forma di scariche elettriche, ma pur potendo assorbire l'energia non ha alcun controllo su di essa. Nel tentativo di vendicarsi, causa accidentalmente la morte di sua moglie e di suo figlio, il che lo porta a incolpare ulteriormente Invincible per avergli rovinato la vita.
- Brit, voce originale di Jonathan Banks.
Un supereroe anziano che assume un ruolo di comando nella Guerra degli Invincible.
- Conquest, voce originale di Jeffrey Dean Morgan, italiana di Fabrizio Temperini.
 Un viltrumita anziano, cieco dall'occhio destro sul quale è presente una vistosa cicatrice e avente una protesi al posto dell'avambraccio destro. È sadico, violento e brutale e si scontra con Mark. Dimostra di soffrire di un'evidente follia e di una profonda solitudine. Conquest ammette che gli altri Viltrumiti lo temono, considerandolo il più forte ma anche il più instabile e che nessuno vuole parlargli o essergli amico. L'unica cosa che fa è partire per missioni di conquista di pianeti. Tuttavia, più pianeti conquista, più Conquest viene emarginato, dichiarando che il suo successo lo condanna alla solitudine e che è convinto che nessuno potrebbe provare affetto per lui. Perfino il suo nome non è quello autentico e non sa quale sia.

## Produzione

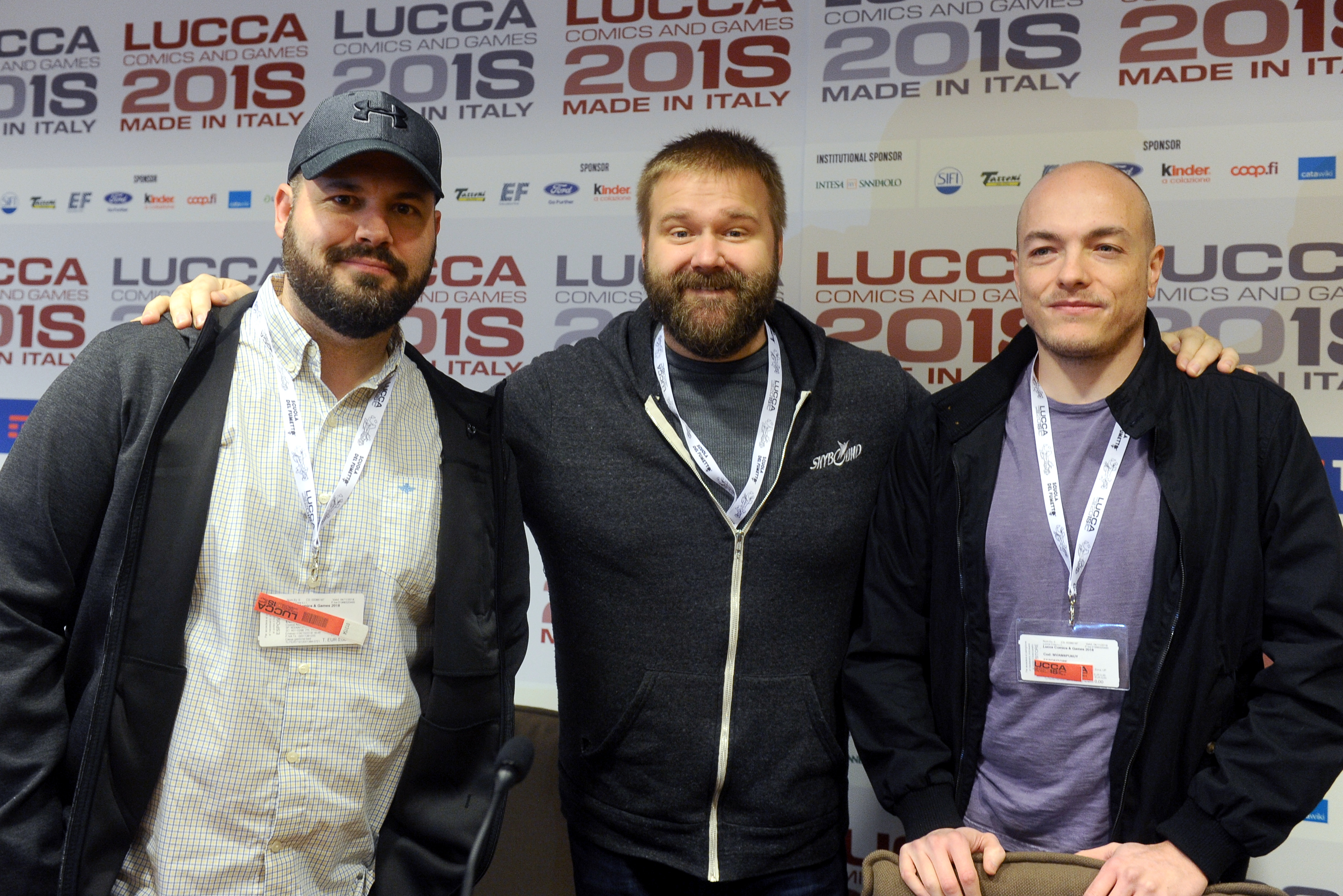
Gli autori del fumetto Ryan Ottley, Robert Kirkman e Cory Walker al Lucca Comics & Games nel 2018

### Pre-produzione
Il 19 giugno 2018, è stato annunciato che Amazon aveva ordinato la produzione di una serie composta da otto episodi, basata sulla serie di fumetti di Invincible di Robert Kirkman, sempre lo stesso giorno è stato reso noto i produttori esecutivi sarebbero stati Simon Racioppa, Kirkman, David Alpert e Catherine Winder.
In un'intervista rilasciata durante l'Ultrapop Festival 2021, Kirkman ha dichiarato di aver scelto di realizzare la versione animata del fumetto e non quella live-action a causa dell'eccessiva violenza che con un budget televisivo non sarebbe stata possibile.
Il 29 aprile 2021, Prime Video ha rinnovato la serie per una seconda e terza stagione.

### Cast
Nel gennaio 2019, Steven Yeun, JK Simmons, Sandra Oh, Mark Hamill, Seth Rogen, Gillian Jacobs, Andrew Rannells, Zazie Beetz, Walton Goggins, Jason Mantzoukas, Mae Whitman, Chris Diamantopoulos, Malese Jow, Kevin Michael Richardson, Grey Griffin e Max Burkholder si sono uniti al cast della serie, in qualità di doppiatori. Rogen sta lavorando a un adattamento cinematografico live-action del fumetto come co-regista, sceneggiatore e produttore, anche se separato dalla serie animata.

### Post-produzione
Il 15 aprile 2022, Prime Video ha annunciato che Steven Yeun aveva iniziato a lavorare alla seconda stagione.

## Colonna sonora
John Paesano sì è occupato di comporre le musiche della serie.

### Tracce
1. Broken Boy – 2:43 – Cage the Elephant
2. Tom Tom – 3:47 – Holy Fuck
3. Might Not Make It Home – 3:25 – LPX
4. Do Betta – 2:52 – Rayana Jay
5. Rocket Fuel (feat. De La Soul) – 3:15 – DJ Shadow
6. Let It All Go – 4:40 – Rhodes e Birdy
7. Chase Me (feat. Run the Jewels e Big Boi) – 3:27 – Danger Mouse
8. Sunflower (feat. Steve Lacy) – 2:17 – Vampire Weekend
9. Don't Get Captured – 3:12 – Run the Jewels
10. Paradise – 2:49 – Bazzi
11. Šum – 3:02 – Go A
12. Alive – 5:08 – Battle Tapes
13. Fall In Love (feat. Ciscero) – 3:05 – GoldLink
14. Make Way For the King – 3:12 – Ohana Bam
15. u and me, but mostly me – 4:20 – Elio
16. Riding Solo – 3:37 – Hinds
17. Knock Me off My Feet – 3:08 – SOAK
18. Many Things (Previously Unissued 60's Recording) – 2:26 – The Innocents
19. Get Gone – 1:41 – Deap Vally
20. Life of the Party (LOTP) – 4:21 – Kelly Hansome
21. They Lookin – 2:50 – Beatnet
22. Wear You Out (feat. Bernard Sharp) – 3:09 – Tyrone Briggs
23. Chapter 6 Many Mistakes (feat. Jaye Prime) – 5:25 – Jax Anderson
24. My Type – 2:55 – LG (Team Genius)
25. LATHI (feat. Sara Fajira) – 3:09 – Weird Genius

## Promozione
L'8 ottobre 2020 durante il New York Comic Con è stato proiettato il primo teaser ufficiale della serie, mentre il trailer completo è stato diffuso online il 19 febbraio 2021.
Il 20 gennaio 2023 è stato pubblicato il teaser della seconda stagione, mentre il 24 luglio seguente il trailer completo.

## Distribuzione
Il 22 gennaio 2021, durante una conferenza in live-streaming per celebrare il 18º anniversario dalla pubblicazione del primo numero di Invincible, Kirkman ha dichiarato che i primi 3 episodi sarebbero stati disponibili immediatamente e il resto su base settimanale. La serie è successivamente debuttata sulla piattaforma di streaming Prime Video il 26 marzo 2021.
Il primo episodio della seconda stagione è stato trasmesso il 3 novembre 2023.

## Accoglienza

### Critica

#### Prima stagione

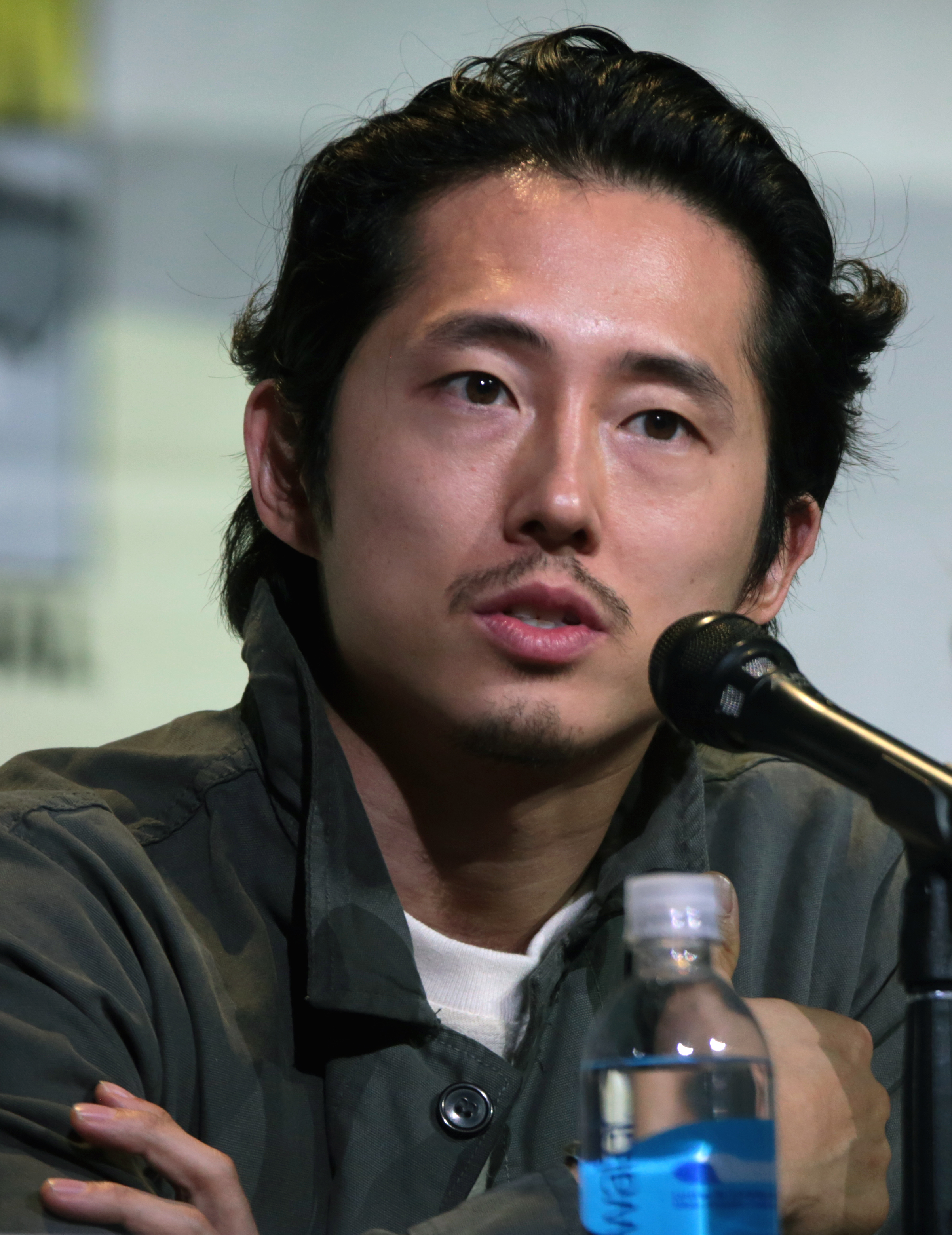
Steven Yeun ha dato la voce al protagonista Mark Grayson / Invincible. La sua performance è stata elogiata dalla critica.

La prima stagione è stata accolta positivamente dalla critica. Sull'aggregatore di recensioni Rotten Tomatoes la prima stagione ottiene il 98% delle recensioni professionali positive, con un voto medio di 8,68 su 10 basato su 84 critiche; il consenso critico del sito recita: "con un'animazione audace, scene d'azioni cruente e un cast stellare guidato dall'affascinante Steven Yeun, Invincible adatta abilmente il suo materiale originale senza sacrificare la sua prospettiva sfumata sul prezzo di avere dei superpoteri". Su Metacritic invece ha un punteggio di 73 su 100 basato su 16 recensioni.
Il sito web Movieplayer assegna alla serie 4 stelle su 5, elogiando in particolar modo il cast originale e l'elevata fedeltà al fumetto, criticando però il lato tecnico. Brittany Vincent di Decider loda l'animazione e il cast vocale; affermando inoltre: "la lunga serie di fumetti non si sarebbe potuta adattare in un formato migliore, [...] e se il resto degli episodi sono altrettanto interessanti come questo [il primo], Amazon ha tra le mani un bel successo".
Caroline Framke di Variety scrive: "ciò che mantiene Invincible avvincente è il suo cast, pieno zeppo di talenti. Nei panni di Mark Steven Yeun trasmette una perfetta combinazione di insicurezza adolescenziale, determinazione e arroganza occasionale". Ben Travers di IndieWire ha dato alla serie una B, affermando: "l'adattamento di Kirkman è provocatorio, sorprendente e talvolta stimolante, poiché cerca costantemente di sconvolgere le idee tipiche del suo genere".

#### Seconda stagione
Sull'aggregatore di recensioni Rotten Tomatoes la seconda stagione ottiene il 100% delle recensioni professionali positive, con un voto medio di 8,1 su 10 basato su 41 critiche; mentre su Metacritic invece ha un punteggio di 82 su 100 basato su 13 recensioni.
Luca Ceccoti di Movieplayer assegna alla seconda stagione 4 stelle su 5, citando come punti di forza la sceneggiatura e la regia, scrivendo "Invincible è più in forma che mai". Rendy Jones di RogerEbert.com scrive "questo potente seguito è un successo, dimostrando che Invincible è una delle migliori serie televisive di supereroi". Adrian Alvarez di Espinof dà alla seconda stagione un punteggio di 4,5 su 5, scrivendo "Se stai cercando una storia di supereroi spettacolare, emozionante e unica, non puoi sbagliare con Invincible".

## Riconoscimenti
- Saturn Awards
  - 2022 – Candidatura come miglior serie animata[45]
- Dorian Awards
  - 2021 – Candidatura come miglior serie animata[46]
- Hollywood Critics Association
  - 2021 – Candidatura come miglior serie animata o film TV animato[47]

## Altri media
Nel novembre 2023 è stato messo in commercio un gioco di ruolo intitolato Invincible Presents: Atom Eve, mentre nel febbraio dell'anno successivo è stato pubblicato un videogioco ispirato alla serie chiamato Invincible: Guarding the Globe. Nell'aprile 2024 è stato reso noto che Skybound stava sviluppando un videogioco AAA basato su Invincible.

## Casi mediatici
Il 10 gennaio 2022 il creatore di Invincibile Robert Kirkman è stato citato in giudizio dal colorista dell'omonima serie a fumetti William Crabtree per una questione riguardante i diritti dell'opera. La causa si è chiusa il 25 gennaio 2024.

## Influenza culturale
La serie ha dato vita a un meme di internet chiamato "Think Mark, Think" (Pensa Mark, pensa), basato su una scena tratta dall'ultimo episodio della prima stagione.